# The New Shmoo
The New Shmoo é um desenho animado criado em 1979 por Hanna-Barbera.

## História
Shmoo é um personagem criado por Al Capp para as tiras de jornal de Ferdinando Buscapé. Sua primeira aparição ocorreu em 31 de agosto de 1948. A "pseudo foca" de Al Capp era um animal exótico, extremamente amoroso, ingênuo e solidário. Sua espécie, infelizmente, era muito nutritiva e foi exterminada pelos americanos. Muito já foi dito a seu respeito (inclusive sobre ser uma alusão ao comunismo e a caça as bruxas promovida pelo macartismo). Al Capp, entretanto, foi uma figura bastante controversa, sendo tachado de esquerda pela direita e de direita pela esquerda, difícil ter certeza sobre qual era o principal alvo de sua crítica. Em 1979, os estúdios Hanna-Barbera relançaram o personagem em forma de desenho animado.
Na nova versão em desenho animado, Shmoo era apenas um bichinho branco, mas parecido com um fantasminha com aspecto de foca, porém muito carinhoso com todos seus amigos. Serviu de inspiração também para outros dois personagens do estúdio: Gloop e Gleep de Os Herculóides. Podia se transformar em qualquer coisa para ajudar seu dono e amigos, livrando-os dos perigos. Amava seu criador e seus amigos, facilitando trabalhos dos mesmos, com a ajuda dos pés. Mas  Hanna-Barbera abandonou a ideia dele ser nutritivo e atrair o apetite humano.
O desenho animado foi transmitido pela Rede Globo entre 1980 a 1988.